# Šenjang J-8
Šenjang J-8 (kitajsko: 歼-8; NATO oznaka: Finback; pinjin: Shenyang J-8) je kitajsko enosedežno visokohitrostno prestrezniško lovsko letalo. Poganjata ga dva turboreaktivna motorja WP-13B.
Delo na prestrezniku, ki bi deloval v vseh vremenskih pogojih se je začelo leta 1964. Čengdu J-7 (kitajska verzija MiGa-21), ki se ja takrat pojavil ni bil namenjen prestrezanju. J-8 naj bi deloval proti visokovišinskih letalom kot je npr. bombnik B-58 Hustler, lovec F-105 Thunderchief in vohunsko letalo Lockheed U-2. J-8 je imel enomotornega konkurenta J-9 s kanard delta krili, J-9 ni bil izbran, problem je bil premajhna moč motorjev.
J-8 je prvič poletel leta 1969, vendar ni bil v proizvodnji do leta 1979, v uporabo je vstopil šele leta 1980.
J-8 je imel preprost radar, ki ni povsem izpolnil zahtev Kitajskih letalskih sil. Imeli so tudi težave pri štiricevnem Gatlingovem topu Tipa 30-II, zato so izbrali 30 mm Tip- 30-1. Planirana je bila tudi uporaba rakete zrak-zrak PL-4, ki pa so jo leta 1985 preklicali in namesto nje uporabili PL-2 z infrardečim iskalom. J-8 je lahko oborožen z vrsto raket in bomb, J-8II naj ni imel možnost oborožitve z jedrsko bombo.
J-8II je precej spremenjen od originalnega J-8, ima nov sprednji trup, vstopnike in nos, ki lahko pokriva velik in močnejši radar.

## Tehnične specifikacije (F-8 IIM)[mrtva povezava]
Splošne karakteristike
- Posadka: 1
- Dolžina: 21,52 m (70 ft 7 in)
- Razpon kril: 9,34 m (30 ft 8 in)
- Višina: 5,41 m (17 ft 9 in)
- Površina kril: 42,2 m² (454 ft 3 in)
- Teža praznega letala: 10 371 kg (22 864 lb)
- Naložena teža: 15 288 kg (33 704 lbf)
- Maks. vzletna teža: 18 879 kg (41 621 lbf)
- Pogon letala: 2 ×  Turboreaktivni
  - Potisk motorjev (suh): 47,1 kN (10 582 lbf)  vsak
  - Potisk motorjev z dodatnim zgorevanjem: 68,7 kN (15 432 lbf) vsak

 Zmogljivost 
- Neprekoračljiva hitrost: Mach 2,2
- Maks. hitrost: Večja kot Mach 2.4+
- Bojni radij: with 5 min Combat : 540 nm (1 000 km) (incl 5 min combat (Air to ground) : 486 nm (900 km))
- Višina leta: Mach 0,8 na 10 000m (32 800ft), (11 000m (36 080ft))
- Hitrost vzpenjanja: 13 440 m/min (44 094 ft/min)
- Obremenitev kril: 447,4 kg/m² (Maks. vzletna teža) (91,63 lb/ft² (Maks. vzletna teža))
- Razmerje potisk/teža: 0,5; 0,91 z dodatnim zgorevanjem pri MTOW

Orožje: 6 nosilcev pod krili in eden v sredini letala: rakete PL-2 ali PL-7, en 800-litrski odvrgljivi rezervoar